# Свети Димитър (Подкожани)
Вижте пояснителната страница за други значения на Свети Димитър.
„Свети Димитър“ (на албански: Shën Bitri) е средновековна православна църква, разположена в мокренското село Подкожани (Поткожан), община Поградец, Албания. Църквата е известна с двете си апсиди. В интериора на храма има запазени оригинални средновековни стенописи.